# Сельское поселение «Село Хотьково»
Сельское поселение «Село Хотьково» — муниципальное образование в Думиничском районе Калужской области.
Административный центр — село Хотьково.

## История
Хотьковский сельский совет образован в 1924 году, после упразднения Хотьковской волости. В 1937 году к нему присоединен Клинцовский сельсовет.
С 2005 года — сельское поселение «Село Хотьково». Две деревни, ранее входившие в состав Хотьковского сельсовета, — Будские выселки и Дебрик, сейчас уже не существуют.

## Население
| 2010 | 2012 | 2013 | 2014 | 2015 | 2016 | 2017 |
| ---- | ---- | ---- | ---- | ---- | ---- | ---- |
| 331  | ↗333 | ↗334 | ↗336 | ↘333 | ↗343 | →343 |
| 2018 | 2019 | 2020 | 2021 |      |      |      |
| ↘340 | ↗344 | ↗351 | ↘322 |      |      |      |

## Состав сельского поселения
В состав сельского поселения входят:
| № | Населённый пункт | Тип населённого пункта       | Население |
| - | ---------------- | ---------------------------- | --------- |
| 1 | Хотьково         | село, административный центр | ↘304      |
| 2 | Клинцы           | деревня                      | ↘23       |
| 3 | Лошево           | деревня                      | →0        |
| 4 | Шубник           | деревня                      | ↘4        |

## Предприятия и организации
В 2012 году на территории СП работали:
- Агрофирма «Хотьково»
- Торговый дом «Хотьково» (производство сыра)
- ООО «Цветной колодец»
- ООО «Исток»[17][18]